# سودرشتورف
سودرشتورف (به آلمانی: Soderstorf) یک شهر در آلمان است که در امیلین‌گاسن واقع شده‌است. سودرشتورف ۱٬۴۸۸ نفر جمعیت دارد.